# James Corcoran
Pour les articles homonymes, voir Corcoran.
James P. Corcoran est un ingénieur du son américain mort le 30 octobre 1986.

## Filmographie
- 1963 : Cléopâtre (Cleopatra) de Joseph L. Mankiewicz
- 1965 : La Mélodie du bonheur (The Sound of Music) de Robert Wise
- 1965 : L'Extase et l'Agonie (The Agony and the Ecstasy) de Carol Reed
- 1966 : La Canonnière du Yang-Tse (The Sand Pebbles) de Robert Wise
- 1967 : L'Extravagant Docteur Dolittle (Doctor Dolittle) de Richard Fleischer
- 1969 : Hello, Dolly! de Gene Kelly
- 1970 : Tora ! Tora ! Tora ! de Richard Fleischer, Kinji Fukasaku et Toshio Masuda
- 1970 : Patton de Franklin J. Schaffner

## Distinctions
Oscar du meilleur mixage de son, en tant que directeur du département son de 20th Century-Fox

### Récompenses
- en 1966 pour La Mélodie du bonheur

### Nominations
- en 1964 pour Cléopâtre
- en 1966 pour L'Extase et l'Agonie
- en 1967 pour La Canonnière du Yang-Tse